# .br
Pour les articles homonymes, voir BR.
.br est un domaine de premier niveau national (country code top level domain : ccTLD) réservé au Brésil. En 2011, il faisait partie des dix codes de pays ayant le plus de noms de domaines enregistrés, totalisant plus de 2,7 millions de noms de domaines en .br.
Le domaine est créé en 1989 par Jon Postel et est transféré pour être administré par nic.br (qui gère également les autres registres techniques de l'Internet au Brésil) et aujourd’hui dans sa sous-branche registro.br dédiée aux noms de domaines.

## Règles syntaxiques
Les noms de domaines en .br doivent suivre des contraintes syntaxiques données ; ils doivent notamment :
- comprendre entre 2 et 26 caractères, domaine de premier et second niveau non compris (par exemple, pour le nom de domaine « siteweb.com.br », la contrainte ne porte que sur « siteweb ») ;
- n’être composé que des lettres de l’alphabet latin de base [a-z], des chiffres du système décimal [0-9], du trait d’union, ainsi que des caractères accentués [à, á, â, ã, é, ê, í, ó, ô, õ, ú, ü, ç] (sous réserve que le nom de domaine sans accents ni cédilles ne soit pas déjà enregistré ou qu’il est enregistré par le même titulaire) ;
- ne pas être constitué que de chiffres ;
- ne pas commencer ni finir par un trait d’union.

## Sous-domaines
Les noms de domaines peuvent être enregistrés au troisième ou quatrième niveau dans une des 194 catégories suivantes :
Personnes morales (DNSSEC obligatoire, hébergement DNS par registro.br non disponible) :
- .leg.br : institution législative fédérale (nécessite une preuve d’une institution liée à la Branche législative). Les institutions législatives d’État ou locales ne peuvent être enregistrées que dans :
  - .df.leg.br : District fédéral
  - .ac.leg.br : Acre
  - .al.leg.br : Alagoas
  - .am.leg.br : Amazonas
  - .ap.leg.br : Amapá
  - .ba.leg.br : Bahia
  - .ce.leg.br : Ceará
  - .es.leg.br : Espírito Santo
  - .go.leg.br : Goiás
  - .ma.leg.br : Maranhão
  - .mg.leg.br : Mato Grosso
  - .ms.leg.br : Mato Grosso do Sul
  - .mt.leg.br : Minas Gerais
  - .pa.leg.br : Pará
  - .pb.leg.br : Paraïba
  - .pe.leg.br : Pernambouc
  - .pi.leg.br : Piauí
  - .pr.leg.br : Paraná
  - .rj.leg.br : Rio de Janeiro
  - .rn.leg.br : Rio Grande do Norte
  - .ro.leg.br : Rondônia
  - .rr.leg.br : Roraima
  - .rs.leg.br : Rio Grande do Sul
  - .sc.leg.br : Santa Catarina
  - .se.leg.br : Sergipe
  - .sp.leg.br : São Paulo
  - .to.leg.br : Tocantins
- .jus.br : institution judiciaire (nécessite une autorisation du Conseil national de la Justice)
- .def.br : bureau d’un Défenseur public (nécessite une autorisation du Collège national des Défenseurs publics généraux)
- .mp.br : bureau du Ministère public (nécessite une autorisation du Conseil national du Ministère public)
- .tc.br : cours des comptes (autorisation nécessaire du CG)
- .b.br : banque (autorisation nécessaire de la Banque centrale du Brésil)

Personnes morales (avec restriction) :
- .gov.br : institution du gouvernement fédéral (hébergement DNS par registro.br non disponible). Les institutions gouvernementales d’État ou locales ne peuvent être enregistrées que dans :
  - .df.gov.br : District fédéral
  - .ac.gov.br : Acre
  - .al.gov.br : Alagoas
  - .am.gov.br : Amazonas
  - .ap.gov.br : Amapá
  - .ba.gov.br : Bahia
  - .ce.gov.br : Ceará
  - .es.gov.br : Espírito Santo
  - .go.gov.br : Goiás
  - .ma.gov.br : Maranhão
  - .mg.gov.br : Mato Grosso
  - .ms.gov.br : Mato Grosso do Sul
  - .mt.gov.br : Minas Gerais
  - .pa.gov.br : Pará
  - .pb.gov.br : Paraïba
  - .pe.gov.br : Pernambouc
  - .pi.gov.br : Piauí
  - .pr.gov.br : Paraná
  - .rj.gov.br : Rio de Janeiro
  - .rn.gov.br : Rio Grande do Norte
  - .ro.gov.br : Rondônia
  - .rr.gov.br : Roraima
  - .rs.gov.br : Rio Grande do Sul
  - .sc.gov.br : Santa Catarina
  - .se.gov.br : Sergipe
  - .sp.gov.br : São Paulo
  - .to.gov.br : Tocantins
- .mil.br : forces armées brésiliennes (nécessite une autorisation du Ministère de la Défense)
- .g12.br : institution éducative primaire ou secondaire (sans nécessité supplémentaire)
- .edu.br : université ou institution de l’enseignement supérieur (nécessite une preuve d’activité spécifique par un document du Ministère de l’Éducation et un document qui prouve que le nom à enregistrer n’est pas générique et est lié au nom social ou l’acronyme de l’institution ou de son mainteneur)
- .org.br : institution non gouvernementale à but non lucratif (nécessite une documentation prouvant la nature de l’institution)
- .coop.br : coopérative (nécessite une preuve que le titutaire est coopératif)
- .emp.br : petites et micro-entreprises (hébergement DNS par registro.br non disponible)
- .am.br : sociétés de radiodiffusion sonore (nécessite un agrément d’ANATEL pour la radiodiffusion sonore en AM)
- .fm.br : sociétés de radiodiffusion sonore (nécessite un agrément d’ANATEL pour la radiodiffusion sonore en FM)
- .radio.br : sociétés de radiodiffusion sonore (sous réserve que le nom de domaine n’a pas d’équivalent dans .am ou .fm, sinon l’enregistrement est réservé à leur titulaire)
- .psi.br : fournisseurs d’accès Internet (nécessite une preuve que la société est un  an Internet service provider)

Autres personnes morales :
- .tv.br : diffuseur ou transmetteur sur Internet de sons et images
- .inf.br : média d’information (radios, journaux, bibliothèques, etc.)
- .esp.br : sport en général
- .rec.br : activité de loisir, amusement, jeux, etc.
- .tur.br : société dans le domaine du tourisme
- .imb.br : immobilier
- .cri.br : (réservé, registre central immobilier)
- .srv.br : société de service
- .far.br : pharmacie ou drugstore
- .ind.br : industrie
- .agr.br : entreprise agricole, ferme
- .tmp.br : événement temporaire (foire, exposition, conférence, etc.)
- .etc.br : entreprise qui ne tombe dans aucune des autres catégories

Professions libérales (individuelles) :
- .adm.br : administrateur
- .adv.br : avocat
- .arq.br : architecte
- .ato.br : auteur
- .bib.br : libraire, archiviste, bibliothéconomiste
- .bio.br : biologiste
- .bmd.br : biomédical
- .cim.br : courtier
- .cng.br : scénographe
- .cnt.br : comptable, auditeur financier
- .coz.br : professionnel de la gastronomie
- .des.br : concepteur ou designer
- .det.br : détective ou enquêteur privé
- .ecn.br : économiste
- .enf.br : professionnel des soins pour enfants
- .eng.br : ingénieur
- .eti.br : spécialiste des technologies de l'information
- .fnd.br : audiologiste
- .fot.br : photographe
- .fst.br : physiothérapeute
- .geo.br : géologue
- .ggf.br : géographe
- .jor.br : journaliste
- .lel.br : commissaire-priseur
- .mat.br : mathématicien ou statisticien
- .med.br : médecin
- .mus.br : musicien
- .not.br : notaire
- .ntr.br : nutritionniste
- .odo.br : dentiste
- .ppg.br : professionnel de la publicité et du marketing
- .pro.br : enseignant, professeur
- .psc.br : psychologue
- .qsl.br : radio-amateur
- .rep.br : représentant commercial
- .slg.br : sociologue
- .teo.br : théologien
- .trd.br : traducteur
- .vet.br : vétérinaire
- .zlg.br : zoologue
- .taxi.br : taxi

Personnes physiques :
- .blog.br : journal web
- .flog.br : journal photo
- .vlog.br : journal vidéo
- .wiki.br : site wiki
- .*.nom.br : nom d’une personne établie au Brésil ou y ayant un contact local (enregistrement requis simultanément aux 3e et 4e niveaux)

Domaines localisés des grandes villes ou capitales d’État (pour toute personne physique ou morale) :
- .9guacu.br : Nova Iguaçu [RJ]
- .abc.br : ABC Paulista [SP]
- .anani.br : Ananindeua [PA]
- .aparecida.br : Aparecida [SP]
- .aju.br : Aracaju [SE]
- .belem.br : Belém [PA]
- .bhz.br : Belo Horizonte [MG]
- .boavista.br : Boa Vista [RR]
- .bsb.br : Brasília [DF]
- .campinagrande.br : Campina Grande [PB]
- .campinas.br : Campinas [SP]
- .morena.br : Campo Grande [MS]
- .caxias.br : Caxias [MA]
- .contagem.br : Contagem [MT]
- .cuiaba.br : Cuiabá [MG]
- .curitiba.br : Curitiba [PR]
- .feira.br : Feira de Santana [BA]
- .floripa.br : Florianópolis [SC]
- .fortal.br : Fortaleza [CE]
- .foz.br : Foz do Iguaçu [PR]
- .goiania.br : Goiânia [GO]
- .gru.br : Guarulhos [SP]
- .jab.br : Jaboatão dos Guararapes [PE]
- .jdf.br : Juiz de Fora [MT]
- .jampa.br : João Pessoa [PB]
- .joinville.br : Joinville [SC]
- .londrina.br : Londrina [PR]
- .macapa.br : Macapá [AP]
- .maceio.br : Maceió [AL]
- .manaus.br : Manaus [AM]
- .maringa.br : Maringá [PR]
- .natal.br : Natal [RN]
- .niteroi.br : Niterói [RJ]
- .osasco.br : Osasco [SP]
- .palmas.br : Palmas [TO]
- .poa.br : Porto Alegre [RS]
- .pvh.br : Porto Velho [RO]
- .recife.br : Recife [PE]
- .ribeirao.br : Ribeirão Preto [SP]
- .riobranco.br : Rio Branco [AC]
- .rio.br : Rio de Janeiro [RJ]
- .riopreto.br : São José do Rio Preto [SP]
- .salvador.br : Salvador [BA]
- .santamaria.br : Santa Maria [RS]
- .saogonca.br : São Gonçalo [RJ]
- .sjc.br : São José dos Campos [SP]
- .slz.br : São Luis [MA]
- .sampa.br : São Paulo [SP]
- .santoandre.br : Santo André [SP]
- .saobernardo.br : São Bernardo do Campo [SP]
- .sorocaba.br : Sorocaba [SP]
- .the.br : Teresina [PI]
- .udi.br : Uberlândia [MG]
- .vix.br : Vitória [EP]

Domaines génériques (pour toute personne physique ou morale) :
- .ong.br : activité non gouvernementale individuelle ou associative (sous réserve que le nom équivalent n’est pas enregistré sous .org.br, sinon enregistrement réservé à son titulaire)
- .app.br : application
- .art.br : art (musique, peinture, folklore, etc.)
- .com.br : activité commerciale
- .dev.br : développeur ou plateforme de développement
- .eco.br : activité à but écoenvironnemental
- .log.br : transport ou logistique
- .net.br : activité commerciale
- .seg.br : sécurité
- .tec.br : technologie